# Jazz at the Pawnshop
Jazz at the Pawnshop è un album dal vivo registrato dall'ingegnere del suono Gert Palmcrantz il 6-7 dicembre 1976 al Jazzpuben Stampen (Pawnshop) a Stoccolma, Svezia.
Il titolo dell'album prende il nome da un banco dei pegni (pawnshop) che precedentemente era sito nell'odierno locale.
L'album è stato prodotto da Jacob Boethius, fondatore della Proprius Records ed è stato pubblicato almeno cinque volte sotto più etichette discografiche e formati. Esso è considerato da numerosi intenditori e audiofili come una delle migliori registrazioni di musica jazz riuscite dal vivo del ventesimo secolo.

## Formazione
I musicisti che hanno realizzato le loro esibizioni dal vivo per la registrazione dell'album sono Arne Domnérus (sassofono contralto e clarinetto), Bengt Hallberg (pianoforte), Lars Erstrand (vibrafono), Georg Riedel (contrabbasso), Egil Johansen (batteria).

## Tracce
La Proprius Records ha originariamente pubblicato nel 1977 una versione dell'album composta da due LP, costituita dalle seguenti tracce:
Disco 1
1. Introduction/Limehouse Blues – 10:14
2. I'm Confessin' – 8:03
3. High Life – 7:11
4. Struttin' With Some Barbeque – 6:37
5. Jeep's Blues – 6:59
6. Stuffy – 7:05

Disco 2
1. Lady be Good – 9:32
2. Here's That Rainy Day – 5:29
3. Barbados – 8:28
4. How High the Moon – 6:14
5. Take Five – 6:58
6. Everything Happens to Me – 5:16